# Nia Vardalos
Nia Vardalos, właśc. Antonia Eugenia Vardalos (ur. 24 września 1962 w Winnipeg) – kanadyjska aktorka i scenarzystka pochodzenia greckiego.

## Filmografia
- Piątka nieustraszonych (Team Knight Rider, 1997) jako Domino (głos)
- Men Seeking Women (1997) jako Iris
- Wiecie, jak jest... (It's Like, You Know..., 1999-2000) jako Mindy (gościnnie)
- Randka z księciem (Meet Prince Charming, 1999) jako Jennifer
- Pohamuj entuzjazm (Curb Your Enthusiasm, 2000) jako Adwokat Larry'ego (gościnnie)
- Moje wielkie greckie wesele (My Big Fat Greek Wedding, 2002) jako Toula Portokalos
- Moje wielkie greckie życie (My Big Fat Greek Life, 2003) jako Nia Portokalos
- Connie i Carla (Connie and Carla, 2004) jako Connie
- Boffo! (Boffo! Tinseltown's Bombs and Blockbusters, 2006) jako ona sama
- Living Neon Dreams (2007) jako Księżna
- Moja wielka grecka wycieczka (My Life in Ruins), (2009) jako Georgia
- Nie cierpię walentynek (I Hate Valentine's Day, 2009) jako Genowefa Gernier
- Moje wielkie greckie wesele 2 (My Big Fat Greek Wedding 2, 2016) jako Toula Portokalos

scenarzystka
- Moje wielkie greckie wesele (My Big Fat Greek Wedding, 2002)
- Moje wielkie greckie życie (My Big Fat Greek Life, 2003)
- Connie i Carla (Connie and Carla, 2004)
- Larry Crowne. Uśmiech losu (Larry Crowne, 2011)
- Moje wielkie greckie wesele 2 (My Big Fat Greek Wedding 2, 2016)
- "Moje wielkie greckie wesele 3(My Big Fat Greek Wedding 3"2023)